# Слезак, Лео
Лео Слезак (чеш. Leo Slezák; нем. Leo Slezak; 18 августа 1873, Шумперк, Австро-Венгрия, ныне Чехия — 1 июня 1946, Роттах-Эгерн, Тризония) — австрийский оперный певец (тенор) и киноактёр.

## Биография

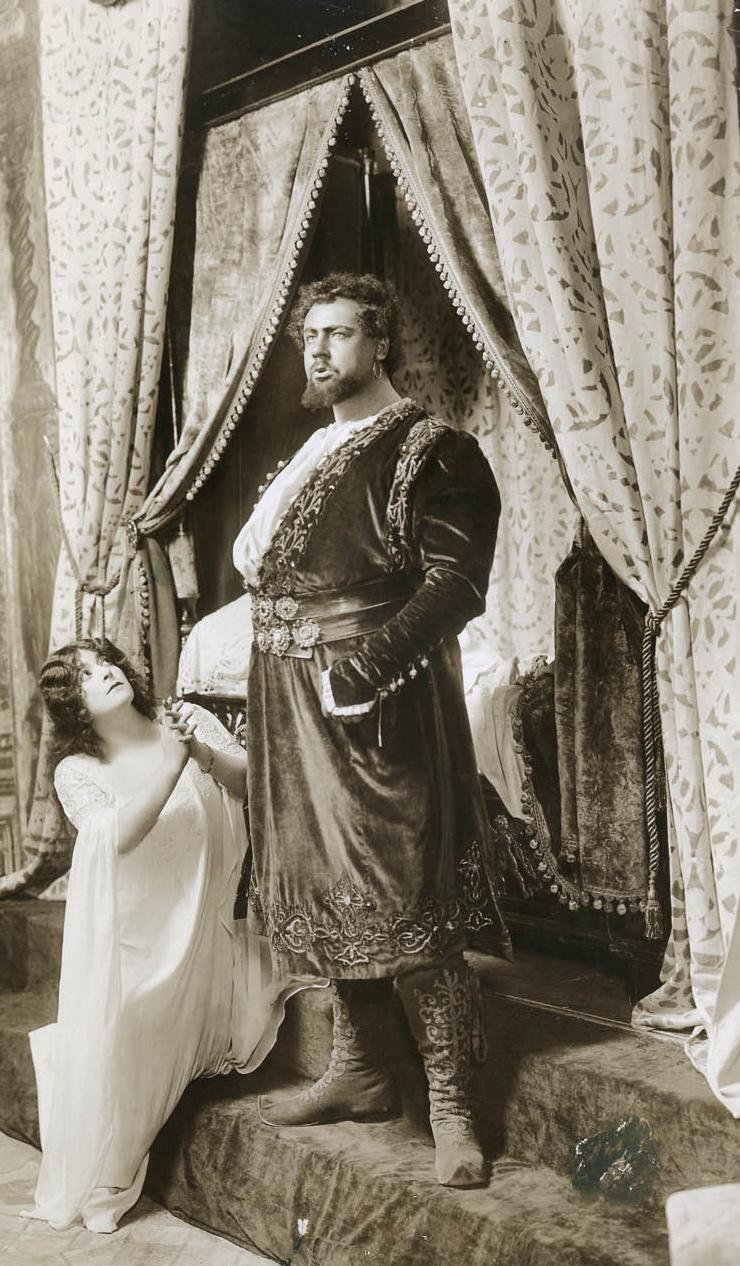
Лео Слезак в роли Отелло в опере Верди в Метрополитен-опере

Родился в чешской семье. Дебютировал в 1896 году в Брюнне. C 1901 года — в труппе Венской государственной оперы. Выступал также в Ковент-Гарден и Метрополитен-опере, где наибольший успех имел в роли Отелло в опере Верди (дирижёр Артуро Тосканини).
Его репертуар включал в себя более 60 партий в операх различных композиторов, только в Венской опере он выступал в 44 различных ролях. Многие исполненные им партии сохранились в качестве граммофонных записей, сделанных в 1900-х — 1930-х годах.
С 1932 года Слезак часто снимался в кинофильмах (сначала в Германии, в частности, в фильме «Средь шумного бала», потом — в США), где играл небольшие комические роли и пел.
Отличался весёлым характером и любовью к розыгрышам. Оставил три книги воспоминаний.
Его сын Вальтер и внучка Эрика Слезак стали актёрами. Дочь Маргарете стала оперной певицей.
Изображен на австрийской почтовой марке 1973 года.